# 费德里科·蒙波
费德里科·蒙波（西班牙語：Federico Mompou，1893年4月16日—1987年6月30日），西班牙加泰罗尼亚作曲家。他的创作受到印象主义音乐以及埃里克·萨蒂的简约风格影响，十分恬淡安逸，而又带着淡淡的西班牙气质。他不写作大型作品，所作基本上都是钢琴曲、歌曲、吉他曲等小规模作品。由于其独特的风格，蒙波的音乐在20世纪乐坛占有一定的地位，并获得过不少奖项。

## 外部連結
- 費德里科·蒙波的免费乐谱，由国际乐谱典藏计划提供